# Абдул Кадыр
Абдул Кадыр Дагарваль (1944, провинция Гор (по другим данным — Герат) — 22 апреля 2014, Кабул) — государственный и военный деятель Афганистана, генерал-полковник (1983), по этнической принадлежности — таджик.

## Биография

### Семья
Родился в семье Мохаммада Акрама.

### Образование
Получил образование в военном лицее и военной академии в Кабуле, а также во Фрунзенском высшем военно-авиационном училище (г. Кант).

### Служба в армии
Служил офицером в афганских Военно-воздушных силах. С молодых лет придерживался левых политических взглядов. В начале 1960-х годов, вместе с некоторыми другими офицерами ВВС, был участником нелегальной «группы Максуди». В 1973 году являлся одним из руководителей государственного переворота, в результате которого была свергнута монархия, а главой государства стал генерал Мохаммад Дауд. После переворота был назначен начальником штаба ВВС и ПВО, однако уже в 1974 году смещён с этой должности из-за разногласий с Даудом и назначен начальником кабульской военной скотобойни.

### Политическая деятельность
В 1974 году создал и возглавил подпольную организацию «Объединённый фронт коммунистов Афганистана» (ОФКА), в состав которой входили военнослужащие ВВС. Образцом для Абдул Кадира послужила организация «Свободные офицеры» Гамаля Абдель Насера в Египте 1950-х годов. Готовил военный переворот с целью свержения власти Дауда. Строгая конспирация привела к тому, что Дауд, не считая Абдул Кадира опасным соперником, вернул его в 1977 году на пост начальника штаба ВВС и ПВО.

#### Саурская революция
В апреле 1978 году стал одним из лидеров переворота (позднее названного Саурской — Апрельской — революцией), в результате которого был свергнут режим Дауда — в условиях, когда основные лидеры Народно-демократической партии Афганистана (НДПА) были превентивно арестованы. 27 апреля 1978 лично привлёк на свою сторону военных лётчиков авиабазы Баграм и, по некоторым данным, сам пилотировал самолёт, который нанёс решающий ракетно-бомбовый удар по резиденции Дауда. 27-29 апреля 1978 года был фактическим руководителем Революционного совета Вооружённых сил, от имени которого огласил по афганскому радио сообщение о свержении режима. Передал власть в руки Революционного совета Афганистана, контролировавшегося НДПА. Вошёл в состав этого органа власти.

#### Деятельность во время правления НДПА
1 мая 1978 года был назначен министром национальной обороны и произведён в генерал-майоры. Однако не был включён в состав ЦК НДПА, а в члены партии были приняты лишь 15 (из нескольких сотен) членов самораспустившейся ОФКА. Быстро вступил в конфликт с лидерами фракции «Хальк» в НДПА, особенно с Хафизуллой Амином; сблизился с другой фракцией — «Парчам». Участвовал в разработке планов организации нового переворота, который должен был отстранить от власти «халькистов».
19 августа 1978 года был арестован по обвинению в подготовке заговора. Приговорён к смертной казни, которая, по настоянию посольства СССР, была заменена 15 годами лишения свободы. 27 декабря 1979 года, после ввода советских войск в Афганистан, был освобождён. В январе 1980 года назначен заведующим отделом обороны и юстиции ЦК НДПА, включён в состав президиума Революционного совета. В апреле 1980 года произведён в генерал-лейтенанты.
4 января 1982 года был назначен исполняющим обязанности министра обороны — после того, как министр, представитель фракции «Парчам» Мохаммед Рафи был направлен на учёбу в Москву. 23 мая 1982 года утверждён министром обороны с освобождением от членства в Президиуме Революционного Совета.. Пользовался поддержкой со стороны руководства министерства обороны СССР, которое считало его более энергичным военачальником, чем Рафи. Для укрепления позиций Абдул Кадира в партии он был избран кандидатом в члены политбюро ЦК НДПА (12 декабря 1982 года), а 14 апреля 1983 года произведён в генерал-полковники. В то же время представители КГБ СССР, делавшие ставку на фракцию «Парчам», испытывали к нему недоверие. Начальник советской разведки Леонид Шебаршин позднее вспоминал:

Вскоре выяснится, что личный шофёр Кадира сотрудничает с Ахмад Шахом Масудом, а много позже придётся задуматься о роли и самого министра. Будучи уже в отставке, строго-строго по секрету он признался своему другу, что всегда был последователем главы Исламского общества Афганистана Бурхануддина Раббани.
— Л. В. Шебаршин «Рука Москвы: записки начальника советской разведки»
Позиции Абдул Кадира ослабляло то, что он не принадлежал ни к одной из фракций НДПА (и, следовательно, был для обеих «чужим»), а также, будучи чараймаком, не мог опереться на поддержку одной из двух крупнейших национальных групп Афганистана — пуштунов или таджиков. К 1984 военное руководство СССР, разочарованное отсутствием прогресса в борьбе с душманами, приняло решение выдвинуть на пост министра обороны представителя фракции «Хальк». Абдул-Кадир 4 декабря 1984 года был переведён на должность первого заместителя председателя Революционного совета Афганистана, а 21 ноября 1985 года снят с руководящих постов.
Специалист по истории и политике Афганистана М. Ф. Слинкин дал такую характеристику Абдул-Кадиру:

Представляется, что А. Кадир был искренен в симпатиях к Советскому Союзу. Все, кто знал его близко по работе, отмечали его высокий профессионализм, добропорядочность, обострённое чувство патриотизма, долга и офицерской чести и вместе с тем вспыльчивость, излишнюю прямолинейность и жёсткость в отношениях с подчинёнными и начальниками.
— М. Ф. Слинкин «Народно-демократическая партия Афганистана у власти. Время Тараки-Амина (1978—1979 гг.)»

#### Дипломат-эмигрант
В сентябре 1986 года назначен послом Афганистана в Польше, но уже вскоре ушёл в отставку из-за разногласий с политикой нового президента Наджибуллы. Жил в Болгарии. Существует информация, что в 1990-е годы он был неформальным военным советником Генштаба у Ахмад Шаха Масуда (на его смерть Абдул Кадыр отреагировал словами «хотя мы были врагами, но уверен, что он заслуживает уважения как выдающийся военачальник и прежде всего патриот своей страны»).
Переехал в Россию. В 2004 году тогдашний посол Афганистана в России Ахмад Зия Масуд заявил, что

в России сейчас живёт около 40-50 тысяч афганцев, примерно половина из них — в Москве. У нас самые тёплые и дружественные отношения с ними. Несмотря на то, что многие из них в прошлом находились на руководящих постах режима НДПА. Например, бывший министр внутренних дел господин Гулябзой или экс-министр обороны господин Кадир — у нас с ними очень хорошие отношения. Все они могут совершенно свободно поехать в Афганистан.
— Интервью Ахмада Зия Масуда «Московскому комсомольцу»